# Kerovaara
Kerovaara är en kulle i Finland.   Den ligger i den ekonomiska regionen  Rovaniemi ekonomiska region  och landskapet Lappland, i den norra delen av landet, 700 km norr om huvudstaden Helsingfors. Toppen på Kerovaara är 321 meter över havet.
Terrängen runt Kerovaara är huvudsakligen platt. Runt Kerovaara är det mycket glesbefolkat, med 2 invånare per kvadratkilometer.